# 弘中伝二
弘中 伝二（ひろなか でんじ、1900年1月15日 - 1962年11月29日）は、日本の経営者。西日本新聞社社長を務めた。山口県出身。

## 経歴・人物
1921年に日本大学専門部政治科を中退し、1922年に福岡日日新聞社に入社した。
1943年に西日本新聞社に転じ、1947年に常務に就任し、1950年に監査役、1951年に取締役、1955年に副社長を経て、1957年11月には社長に就任。
共同通信社理事会会長も務めた。
1962年11月29日肺気腫のために死去。62歳没。